# Conferencia Europea sobre Inteligencia Artificial
La Conferencia Europea bienal sobre Inteligencia Artificial (ECAI) es la conferencia líder en el campo de la Inteligencia Artificial en Europa y comúnmente figura junto con IJCAI y AAAI como una de las tres principales conferencias generales de IA en todo el mundo.  La serie de conferencias se ha celebrado ininterrumpidamente desde 1974, originalmente bajo el nombre de AISB. 
Las conferencias se llevan a cabo bajo los auspicios del Comité Coordinador Europeo para la Inteligencia Artificial (ECCAI) y están organizadas por una de las sociedades miembros. La revista AI Communications, patrocinada por la misma sociedad, publica periódicamente números especiales en los que los asistentes informan sobre la conferencia. 
Algunas revistas consideran que la publicación de un artículo en ECAI es de archivo: el artículo debe considerarse equivalente a una publicación de revista y el contenido de los artículos de ECAI no puede reformularse como envíos de revistas separados a menos que se agregue una cantidad significativa de material nuevo. 

## Lista de conferencias ECAI
- ECAI-1992 tuvo lugar en Viena, Austria.
- ECAI-2000 tuvo lugar en Berlín, Alemania.
- ECAI-2004 tuvo lugar en Valencia, España.
- ECAI-2006 tuvo lugar en Riva del Garda, Italia.
- ECAI-2008 tuvo lugar en Patras, Grecia.
- ECAI-2010 [5] tuvo lugar en Lisboa, Portugal.
- ECAI-2012 [6] tuvo lugar en Montpellier, Francia.
- ECAI-2014 tuvo lugar en Praga, República Checa.
- ECAI-2016 tuvo lugar en La Haya, Países Bajos.
- ECAI-2018 tuvo lugar en Estocolmo, Suecia.
- ECAI-2020 tuvo lugar en Santiago de Compostela, España.
- ECAI-2022 tuvo lugar en Viena, Austria.
- ECAI-2023 tuvo lugar en Cracovia, Polonia.